# Ian Gorst
Ian Joseph Gorst (ur. 15 grudnia 1969 w Lancashire) – polityk baliwatu Jersey (dependencja korony brytyjskiej), z zawodu księgowy. Szef ministrów od 18 listopada 2011 do 7 czerwca 2018. Nie należy do żadnej partii.. Od 2018 jest ministrem spraw zagranicznych Jersey.